# Vjačeslav Jakimov
Vjačeslav Andreevič Jakimov (in russo Вячеслав Андреевич Якимов?; Novokubansk, 5 gennaio 1998) è un calciatore russo, centrocampista del Fakel Voronež.

## Carriera
Cresciuto nel settore giovanile del Krasnodar, ha esordito in prima squadra il 12 dicembre 2021 disputando l'incontro di Prem'er-Liga pareggiato 0-0 contro il Nižnij Novgorod.

## Statistiche

### Presenze e reti nei club
Statistiche aggiornate all'8 gennaio 2023.
| Stagione           | Squadra            | Campionato         | Campionato | Campionato | Coppe nazionali | Coppe nazionali | Coppe nazionali | Coppe continentali | Coppe continentali | Coppe continentali | Altre coppe | Altre coppe | Altre coppe | Totale | Totale |
| Stagione           | Squadra            | Comp               | Pres       | Reti       | Comp            | Pres            | Reti            | Comp               | Pres               | Reti               | Comp        | Pres        | Reti        | Pres   | Reti   |
| ------------------ | ------------------ | ------------------ | ---------- | ---------- | --------------- | --------------- | --------------- | ------------------ | ------------------ | ------------------ | ----------- | ----------- | ----------- | ------ | ------ |
| mar.-mag. 2019     | Krasnodar-2        | 1D                 | 11         | 0          |                 | -               | -               |                    | -                  | -                  |             | -           | -           | 11     | 0      |
| 2019-2020          | Krasnodar-2        | 1D                 | 18         | 1          |                 | -               | -               |                    | -                  | -                  |             | -           | -           | 18     | 1      |
| 2020-2021          | Krasnodar-2        | 1D                 | 30         | 0          |                 | -               | -               |                    | -                  | -                  |             | -           | -           | 30     | 0      |
| 2021-2022          | Krasnodar-2        | 1D                 | 22         | 0          |                 | -               | -               |                    | -                  | -                  |             | -           | -           | 22     | 0      |
| ago.-nov. 2022     | Krasnodar-2        | 1D                 | 8          | 0          |                 | -               | -               |                    | -                  | -                  |             | -           | -           | 8      | 0      |
| Totale Krasnodar-2 | Totale Krasnodar-2 | Totale Krasnodar-2 | 89         | 1          |                 | -               | -               |                    | -                  | -                  |             | -           | -           | 89     | 1      |
| mar.-apr. 2019     | Krasnodar-3        | 2D                 | 4          | 0          |                 | -               | -               |                    | -                  | -                  |             | -           | -           | 4      | 0      |
| set. 2019          | Krasnodar-3        | 2D                 | 2          | 0          |                 | -               | -               |                    | -                  | -                  |             | -           | -           | 2      | 0      |
| Totale Krasnodar-3 | Totale Krasnodar-3 | Totale Krasnodar-3 | 6          | 0          |                 | -               | -               |                    | -                  | -                  |             | -           | -           | 6      | 0      |
| 2021-2022          | Krasnodar          | PL                 | 10         | 0          | CR              | 0               | 0               |                    | -                  | -                  |             | -           | -           | 10     | 0      |
| 2022-gen. 2023     | Krasnodar          | PL                 | 5          | 0          | CR              | 1               | 0               |                    | -                  | -                  |             | -           | -           | 6      | 0      |
| Totale Krasnodar   | Totale Krasnodar   | Totale Krasnodar   | 15         | 0          |                 | 1               | 0               |                    | -                  | -                  |             | -           | -           | 16     | 0      |
| Totale carriera    | Totale carriera    | Totale carriera    | 110        | 1          |                 | 1               | 0               |                    | -                  | -                  |             | -           | -           | 111    | 1      |